# Корисливі цілі
Корисливі цілі — восьмий науково-фантастичний роман 1997 року із всесвіту «Вавилон-5» авторства Аль Саррантоніо.

## Стислий зміст
Г'Кар, який колись був послом Нарна на «Вавилоні-5», є воїном. Тепер, коли його світ поневолений Центаврійцями, він перебуває у полоні на планеті ворога.
Г'Кар в таємному союзі погоджується допомогти вбити божевільного імператора Картагію. Домовленість така — посол посприяє у вбивстві Картагії — а Лондо припинить правління Центавра на Нарні. Ніхто не передбачає небезпечних ускладнень — однак група незмиренних нарнів, рішучих для порятунку Г'Кара, бере в заручники Лондо.
Несподівано життя Лондо та лібералізація уряду Нарну ставлять змовників на лезо бритви. Буде потрібен сміливець, щоб переконати нарнів, що Г'Кар повинен перебувати у в'язниці і врятувати Лондо, аби допомогти вже нарнам врятуватися. Чи зробить це помічник Лондо Вір? З усіма своїми надіями, покладеними на покірного і нервового помічника Віра, Лондо та Г'Кар мають іще щось спільне — шанс, близький до нуля.